# 本迪布焦伊波拉病毒
本迪布焦伊波拉病毒（Bundibugyo ebolavirus）舊稱烏干達伊波拉病毒（Uganda ebolavirus）、BEBOV或UEBOV，是絲狀病毒科伊波拉病毒屬的一種病毒，僅包含本迪布焦病毒（BDBV）一個病毒株，得名自其發現地烏干達本迪布焦區，於2008年被發表描述，為伊波拉病毒屬的六種病毒之一，與薩伊伊波拉病毒（EBOV）、蘇丹伊波拉病毒（SUDV）和象牙海岸伊波拉病毒（TAFV）皆可導致伊波拉出血熱，且彼此症狀並無明顯差異。
本迪布焦伊波拉病毒曾造成兩次疫情，首次為2007年8月－2008年2月烏干達西部本迪布焦區的伊波拉出血熱爆發，報導指有131人確診，其中42人死亡，致死率約34%，低於薩伊伊波拉病毒。致病毒株序列與當時已知的4種伊波拉病毒皆有相當差異，於2008年11月被發表為新種病毒伊波拉病毒，即本迪布焦伊波拉病毒；2012年8月，鄰國剛果民主共和國東方省爆發伊波拉出血熱疫情，經序列分析顯示也是本種病毒所致，可能是當地人食用叢林肉所致，最終至少有38人感染，其中13人死亡（僅包含樣本經實驗室分析確診者）。